# Rendezook
《Rendezook》是一種在某些電腦遊戲中出現的防禦性空戰操作，指的是玩家駕駛一架即將墜毀的飛行器時，突然進行一個垂直爬升的動作，引誘追擊的敵方飛行玩家跟隨。接著，第一位玩家會跳出自己的飛行器，用強力射擊武器擊落追擊的敵方玩家，然後再降落到自己原本的飛行器上，重新掌控飛行控制權。這種操作通常只出現在那些允許玩家自由駕駛飛行器並輕鬆進出飛行器的射擊遊戲中，尤其是第一人稱射擊遊戲和第三人稱射擊遊戲。
這種操作在瑞典的電腦遊戲系列《戰地風雲系列》中最為著名，其受歡迎程度甚至讓它在遊戲《戰地風雲2042》的宣傳影片中亮相。影片中，一名飛行員駕駛著一架F-35閃電II戰鬥機，誘使一架苏-27战斗机進入「Rendezook」的陷阱，並用卡爾·古斯塔夫無後座力炮將其擊落。

## 詞源
「Rendezook」這個名稱是由法語的「rendez-vous」（意思是「會面、相遇」）和電玩術語「zooking」（意思是「用火箭筒擊落飛機」）結合而成的。其中「zooking」源自「bazooka」（火箭筒）這個詞，而「bazooka」簡單來說就是指肩射式火箭筒或無後座力炮等武器。

## 歷史
這個操作最早是在2011年的遊戲《戰地風雲3》中被執行的，它是從更早的一種稱為「loopzook」的操作演變而來的。「loopzook」源自2002年的《戰地風雲1942》，與「Rendezook」的不同之處在於，玩家是在飛機進行一個迴旋動作（loop）時，於迴旋頂點跳出飛機，並在飛機完成迴旋後再回到飛機上。
第一位將「Rendezook」錄製成影片並上傳到網路的是一位網路創作者，他的別名是「Stun_gravy」。他在2011年12月9日上傳了一段影片，展示了他成功執行這個操作的過程。